# میان‌رود (بخش مرکزی گیلانغرب)
میان‌رود (گیلانغرب)، روستایی از توابع بخش مرکزی شهرستان گیلانغرب در استان کرمانشاه ایران است.

## جمعیت
این روستا در دهستان دیره قرار دارد و براساس سرشماری مرکز آمار ایران در سال ۱۳۸۵، جمعیت آن ۱۴۵ نفر (۲۹خانوار) بوده‌است.هم اکنون جمعیت آن ۱۴۰ نفر بر اساس اعلام دهیار میباشد که بیشتر ساکنین آن از خانواده دیدبان ومنصوری میباشند که خدمات امنیتی وبرقی دیدبان نیز در این روستا قرار دارد